# Ford Consul Capri
Der Ford Consul Capri war die 2-türige Coupéversion des Consul Classic, die Ford of Britain aus Dagenham (England) 1961 vorstellte. In Großbritannien war der Wagen zwischen Januar 1962 und Juli 1964 erhältlich; auch von Ford Köln wurde der Wagen ohne großen Erfolg angeboten.
Wie die Limousine Consul Classic bot auch der Consul Capri Ausstattungsdetails wie Doppelscheinwerfer, mehrstufig schaltbare Scheibenwischer, Scheibenbremsen, abblendbare Instrumentenbeleuchtung und Zigarettenanzünder. Der Wagen wurde als „The First Personal car from Ford of Great Britain“ in der Werbung vom Dezember 1961 bezeichnet. Die Karosserie wurde von Roy Brown gestaltet, der auch die Fahrzeuge von Edsel entworfen hatte. Der Name des Entwurfes war „Sunbird“, eine Kreuzung zwischen Thunderbird und Sunliner. Das Fahrzeug hatte fließende Linien, einen großen Kofferraum und keine durchgehenden B-Säulen. (Hardtop-Coupé).
Ursprünglich wurde der 4-Zylinder-Reihenmotor mit drei Kurbelwellenlagern und 1340 cm³ Hubraum (Modell 109E) eingebaut; diese frühen Exemplare wurden aber als untermotorisiert betrachtet und litten unter häufigen Kurbelwellendefekten. Ab August 1962 wurden die Wagen mit dem größeren 1498-cm³-Motor (Modell 116E) ausgeliefert, was eine entscheidende Verbesserung war. Die ersten 200 Consul Capri waren handgefertigte, linksgelenkte Exemplare für den Export. Auf der IAA in Frankfurt (Main) wurden 1961 ganze 88 Exemplare in Deutschland verkauft, von 1961 bis 1964 waren es nur 500 Stück. Die frühesten dieser handgefertigten Exemplare wurden nach Deutschland geliefert. Die Consul Capri Modelle 109/110 (mit 1340cc Motor) beziehungsweise 116/117 (mit 1498cc Motor) gehören heute zu den seltensten Ford-Automobilen.
1963 wurde eine GT-Version (auch mit dem Motor 116E, wie im Cortina GT) eingeführt. Der ganze Wagen war sehr teuer in der Herstellung und lief am Ende der Produktion parallel mit dem populären Cortina, die Verkaufszahlen waren aber so enttäuschend (18.716 Stück, einschließlich 2002 GT-Versionen), dass der Consul Capri nach nur 2 ½ Jahren aus der Modellpalette verschwand.

## Literatur

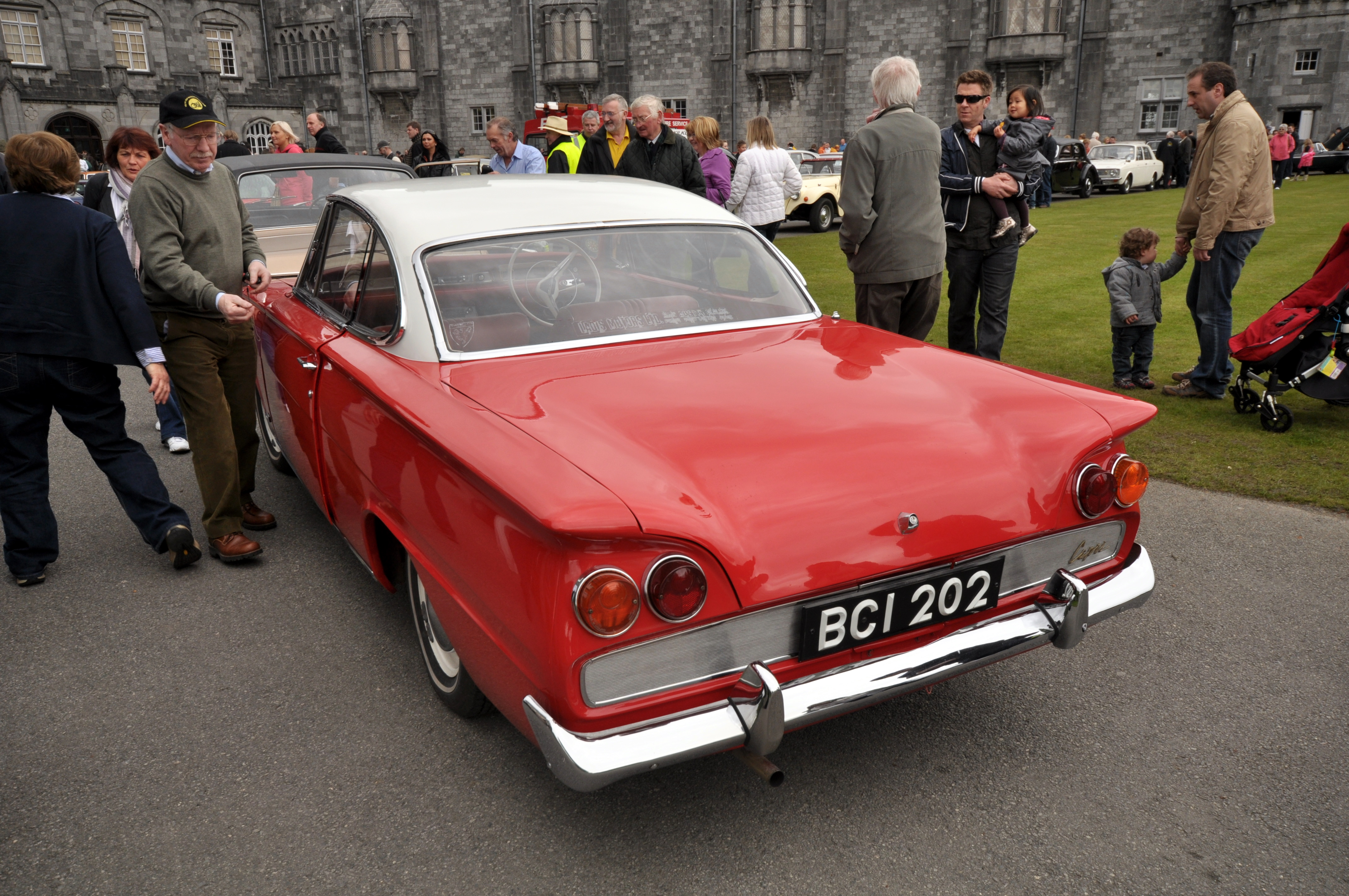
Heckansicht